# Christian Hirte

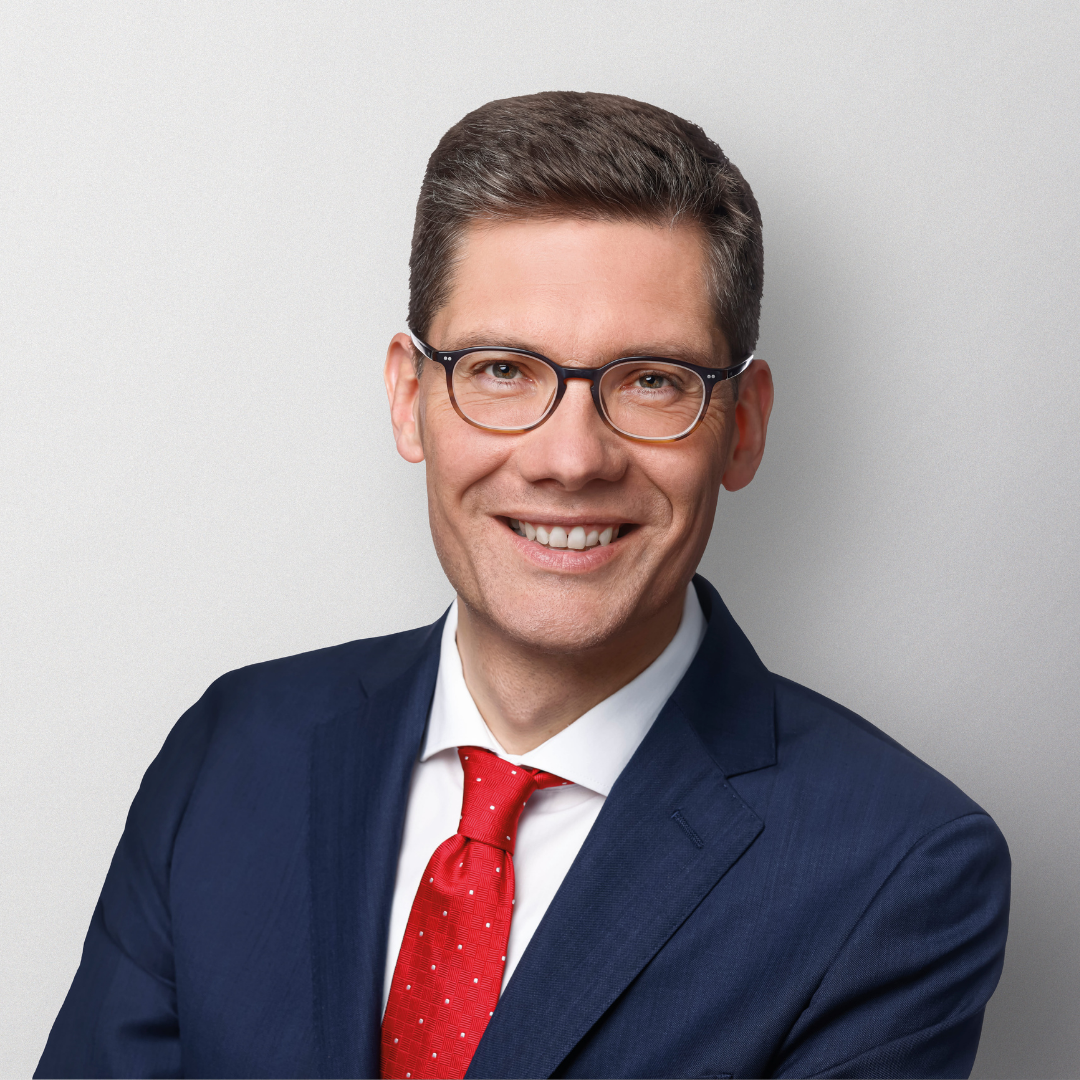
Christian Hirte (2021)

Christian Hirte (* 23. Mai 1976 in Bad Salzungen) ist ein deutscher Politiker (CDU). Er ist seit 2008 Mitglied des Deutschen Bundestages und seit 2025 Parlamentarischer Staatssekretär bei dem Bundesminister für Verkehr. Von 2020 bis 2022 war er Vorsitzender der CDU Thüringen und von 2018 bis 2020 Parlamentarischer Staatssekretär beim Bundesminister für Wirtschaft und Energie und gleichzeitig Beauftragter der Bundesregierung für die neuen Bundesländer.

## Ausbildung und Beruf
Nach dem Abitur 1994 leistete Hirte den Zivildienst ab und begann 1995 ein Studium der Rechtswissenschaft an der Friedrich-Schiller-Universität Jena, das er 2001 mit dem ersten juristischen Staatsexamen beendete. Während des Studiums war er von 1997 bis 2001 Stipendiat der Konrad-Adenauer-Stiftung. Anschließend absolvierte er das Referendariat und legte 2003 das zweite Staatsexamen ab.
Seit 2004 ist Hirte als Rechtsanwalt in der Sozietät Dr. Muth & Partner in Fulda tätig. 2006/07 arbeitete er als Lehrbeauftragter für Wirtschaftsrecht an der Hochschule Fulda. Im Jahr 2010 erlangte er den Titel eines Fachanwalts für Steuerrecht. Schwerpunkt seiner anwaltlichen Tätigkeit ist die Beratung und Vertretung mittelständischer Unternehmen.

## Partei
Hirte trat 1993 in die Junge Union (JU) und 1995 in die CDU ein. Er war von 1999 bis 2005 Vorsitzender der JU Wartburgkreis. Von 2003 bis 2007 war er erster stellvertretender Landesvorsitzender der JU Thüringen und von 2007 bis 2009 Schatzmeister der JU Thüringen. Christian Hirte war ab 1999 Mitglied im Vorstand der CDU Bad Salzungen und von 2005 bis 2008 Vorsitzender der CDU Bad-Salzungen-Leimbach. In seiner Heimat war er von 2004 bis 2009 Mitglied des Stadtrates in Bad Salzungen und von 2009 bis 2014 Mitglied des Gemeinderates von Tiefenort.
2011 bis 2015 leitete Hirte den Landesfachausschuss Energie und Nachhaltigkeit der CDU Thüringen. Von 2006 bis 2010 war er Vorsitzender der Mittelstands- und Wirtschaftsunion (MIT) Eisenach-Wartburgkreis. Von 2009 bis 2019 war er Mitglied des Kreistages Wartburgkreis und war von 2010 bis 2020 Kreisvorsitzender der CDU Wartburgkreis. Hirte wurde von 2016 bis 2018 vom Kreistag als Mitglied im Aufsichtsrat des Klinikums Bad Salzungen bestellt.
Bei der Kommunalwahl 2021 zog Hirte erneut in den Kreistag ein. Im Jahr 2014 wurde Hirte zu einem der drei stellvertretenden Vorsitzenden der CDU Thüringen gewählt. Vom 19. September 2020 bis zum 17. September 2022 war Hirte als Nachfolger von Mike Mohring Vorsitzender der CDU Thüringen. Anschließend wurde er zu einem der vier stellvertretenden Vorsitzenden der CDU Thüringen gewählt.

## Abgeordneter
Am 15. Mai 2008 rückte Hirte für den ausgeschiedenen Abgeordneten Bernward Müller über die Landesliste Thüringen in den Bundestag nach und ist seitdem Mitglied des Deutschen Bundestages.
Er war ordentliches Mitglied im Haushaltsausschuss und im Rechnungsprüfungsausschuss des Haushaltsausschusses sowie stellvertretendes Mitglied im Finanzausschuss. In der 18. Wahlperiode war er Obmann der CDU/CSU-Bundestagsfraktion des 4. Untersuchungsausschusses (Cum/Ex-Untersuchungsausschuss) und Mitglied im Bundesfinanzierungsgremium. In der 17. Wahlperiode gehörte Christian Hirte dem Ausschuss für Tourismus, dem Ausschuss für Umwelt, Naturschutz und Reaktorsicherheit und als stellvertretendes Mitglied dem Verteidigungsausschuss an. Darüber hinaus war er in der 16. Wahlperiode Obmann der CDU/CSU-Fraktion im Unterausschuss Neue Medien sowie Ausschussmitglied des 2. Untersuchungsausschusses bezüglich der Hypo Real Estate (HRE), wobei Hirte die CDU/CSU-Fraktion vertrat.
Hirte ist innerhalb der CDU/CSU-Bundestagsfraktion zudem Vorsitzender des Kardinal-Höffner-Kreises, Mitglied im Parlamentskreis Mittelstand sowie Mitglied im überfraktionellen Parlamentskreis Elektromobilität.
Seit Oktober 2021 ist er als Nachfolger von Manfred Grund Vorsitzender der CDU Landesgruppe Thüringen.
2013 gehörte Hirte dem Deutsch-Amerikanischen Young-Leaders-Programm der Atlantik-Brücke an.
Bei den Bundestagswahlen 2009, 2013 und 2017 erlangte Christian Hirte im Bundestagswahlkreis Eisenach – Wartburgkreis – Unstrut-Hainich-Kreis das Direktmandat für die CDU. 2021 verlor er das Direktmandat an Klaus Stöber (AfD), zog allerdings über die Landesliste in den Bundestag ein. Von dem 29. Januar 2018 bis zum 14. März 2018 war er einer der elf Stellvertretenden Vorsitzenden der CDU/CSU-Bundestagsfraktion zuständig für Wirtschaft und Energie, Mittelstand, Tourismus.
Im 19. Deutschen Bundestag war Hirte stellvertretender Vorsitzender des Ausschusses für Bau, Wohnen, Stadtentwicklung und Kommunen. Zudem gehörte er als ordentliches Mitglied dem Ausschuss für Umwelt, Naturschutz und nukleare Sicherheit an. Als stellvertretendes Mitglied war Hirte im Ausschuss für Verkehr und digitale Infrastruktur vertreten. Im 20. Deutschen Bundestag war er erneut Mitglied im Umweltausschuss und zudem stellvertretendes Mitglied im Bauausschuss sowie im Gemeinsamen Ausschuss.

## Öffentliche Funktionen
Hirte war von März 2018 bis Februar 2020 Parlamentarischer Staatssekretär bei dem Bundesminister für Wirtschaft und Energie, Peter Altmaier (CDU), wo er als Nachfolger von Iris Gleicke die Aufgabe des Beauftragten der Bundesregierung für die neuen Bundesländer übernahm. Er sprach sich 2018 für die Weiterführung der Anerkennung von Opfern des SED-Regimes aus. Außerdem war er Beauftragter der Bundesregierung für den Mittelstand.
Als am 5. Februar 2020 Thomas Kemmerich (FDP) mit den Stimmen der AfD-Fraktion zum Thüringer Ministerpräsidenten gewählt worden war, gratulierte Hirte Kemmerich via Twitter und nannte ihn einen „Kandidaten der Mitte“. Politiker von CDU und SPD kritisierten Hirtes Äußerung; einige forderten seinen Rücktritt.
Am 8. Februar 2020 gab Hirte bekannt, er habe auf „Anregung der Bundeskanzlerin“ um seine Entlassung gebeten. Am gleichen Tag schlug Bundeskanzlerin Angela Merkel dem Bundespräsidenten Frank-Walter Steinmeier vor, Hirte aus dem Amt des Staatssekretärs zu entlassen. (siehe auch: Regierungskrise in Thüringen 2020)
Im Zuge der Bildung des Kabinetts Merz wurde er am 6. Mai 2025 zum Parlamentarischen Staatssekretär beim Bundesminister für Verkehr, Patrick Schnieder (CDU), ernannt.

## Mitgliedschaften
Hirte ist Mitglied der überparteilichen Europa-Union Deutschland, die sich für ein föderales Europa und für den europäischen Einigungsprozess einsetzt. Seit November 2018 ist er Vorstandsmitglied von Gegen Vergessen – Für Demokratie. Seit März 2019 ist er Vorsitzender des Vereins Kuratorium Deutsche Einheit.
Er ist außerdem Botschafter des Vereins „Aktionsnetzwerk Luther-Region e. V.“ sowie Mitglied im Lutherverein e. V., im Bad Salzunger Kulturverein e. V., im Förderverein Point Alpha e. V., im Verein zur Förderung der Palliativmedizin am Klinikum Bad Salzungen e. V., im Förderverein Dr.-Sulzberger-Gymnasium Bad Salzungen und in der Initiative Christdemokraten für das Leben (CDL).
Vom April 2019 bis Dezember 2020 war Hirte Mitglied der von der Bundesregierung eingesetzten Kommission „30 Jahre Friedliche Revolution und Deutsche Einheit“.

## Persönliches
Christian Hirte ist verheiratet und Vater zweier Töchter und eines Sohnes. Er ist römisch-katholisch.

## Position
Hirte meint, die Union brauche weder eine Klimaunion noch eine Werteunion e. V.